# Сульфонілювання
Сульфонілювання (рос. сульфонилирование, англ. sulfonylation) — заміна в сполуках атома H (у зв'язках як С–H, так i X–H, де X = O, S, N), інших атомів чи груп на органосульфонільні групи (RSO2, R = Alk, Ar). Здійснюється при дії сульфохлоридів у присутності каталізаторів (AlCl3) або основних агентів: 
ArH + ClSO2R — AlCl3→ Ar–SO2R
Ar–OH + ClSO2C6H4Me-n — C5H5N→ ArSO2ОC6H4Me-n